# Косезе (община Водице)
Вижте пояснителната страница за други значения на Косезе.
Косезе (на словенски: Koseze) е село в Словения, регион Средна Словения, община Водице. Според Националната статистическа служба на Република Словения през 2015 г. селото има 195 жители.